# Мора (рослина)
Мора  (Rubus glaucus) — багаторічна трав'яниста рослина роду малина родини розових (Rosaceae). Інші назви «андська малина», «дика гірська ожина».

## Опис
Це великий багаторічний плодовий чагарник, що досягає заввишки 3 м. Рослина світлолюбна, віддає перевагу зростанню на узліссях. У сприятливих умовах мора стає настільки агресивною, що заглушає всю іншу рослинність.
Ягоди мори соковиті, трохи терпкі і солодкі на смак, за формою дуже схожі на малину, розміром до 3 см. Вага ягід становить від 3 до 5 г. Під час дозрівання змінюють свій колір спочатку з зеленого на червоний, а потім — на фіолетовий. За своїми смаковими і поживними якостями перевершують малину і ожину.

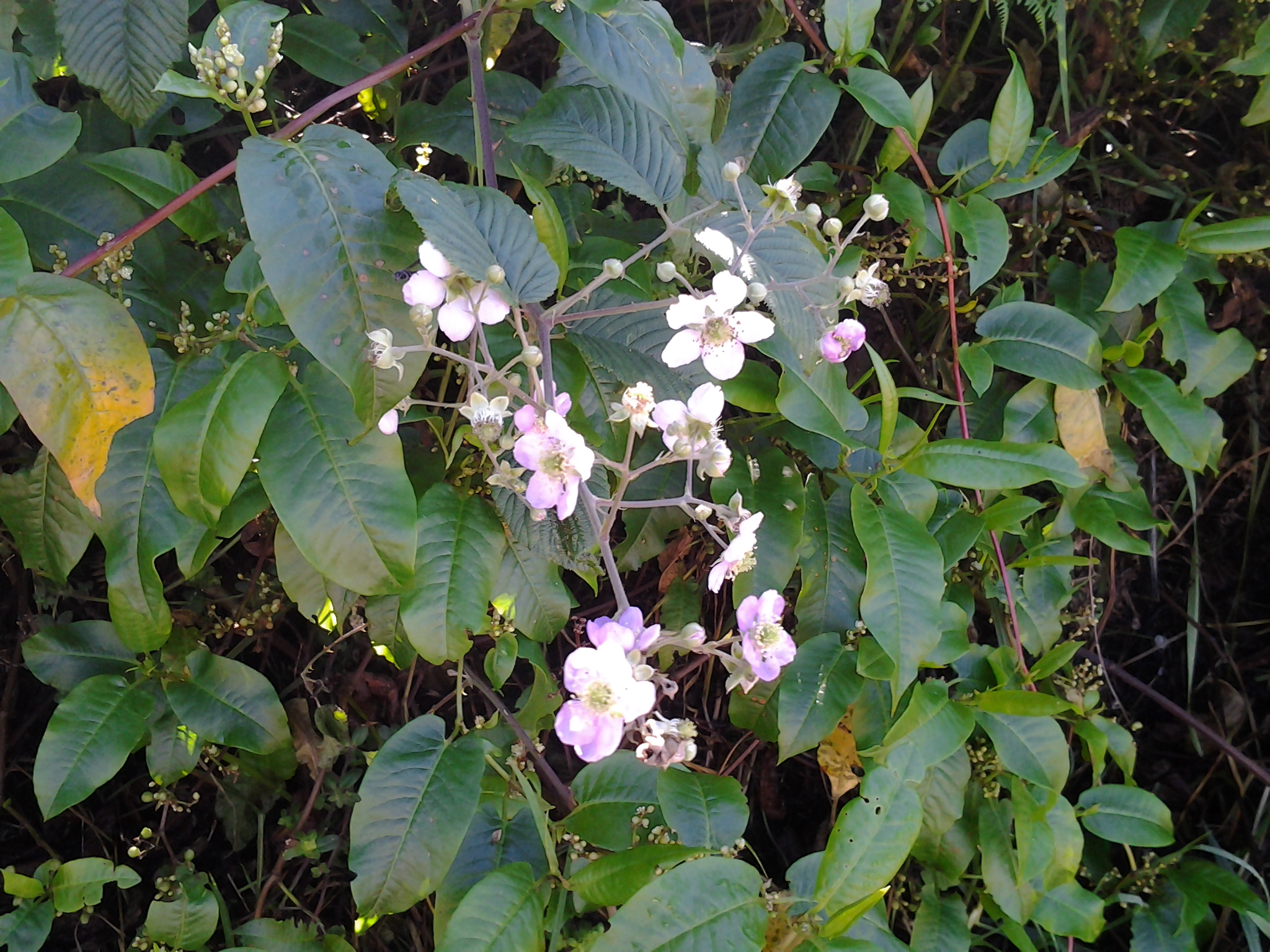
Квітки мори
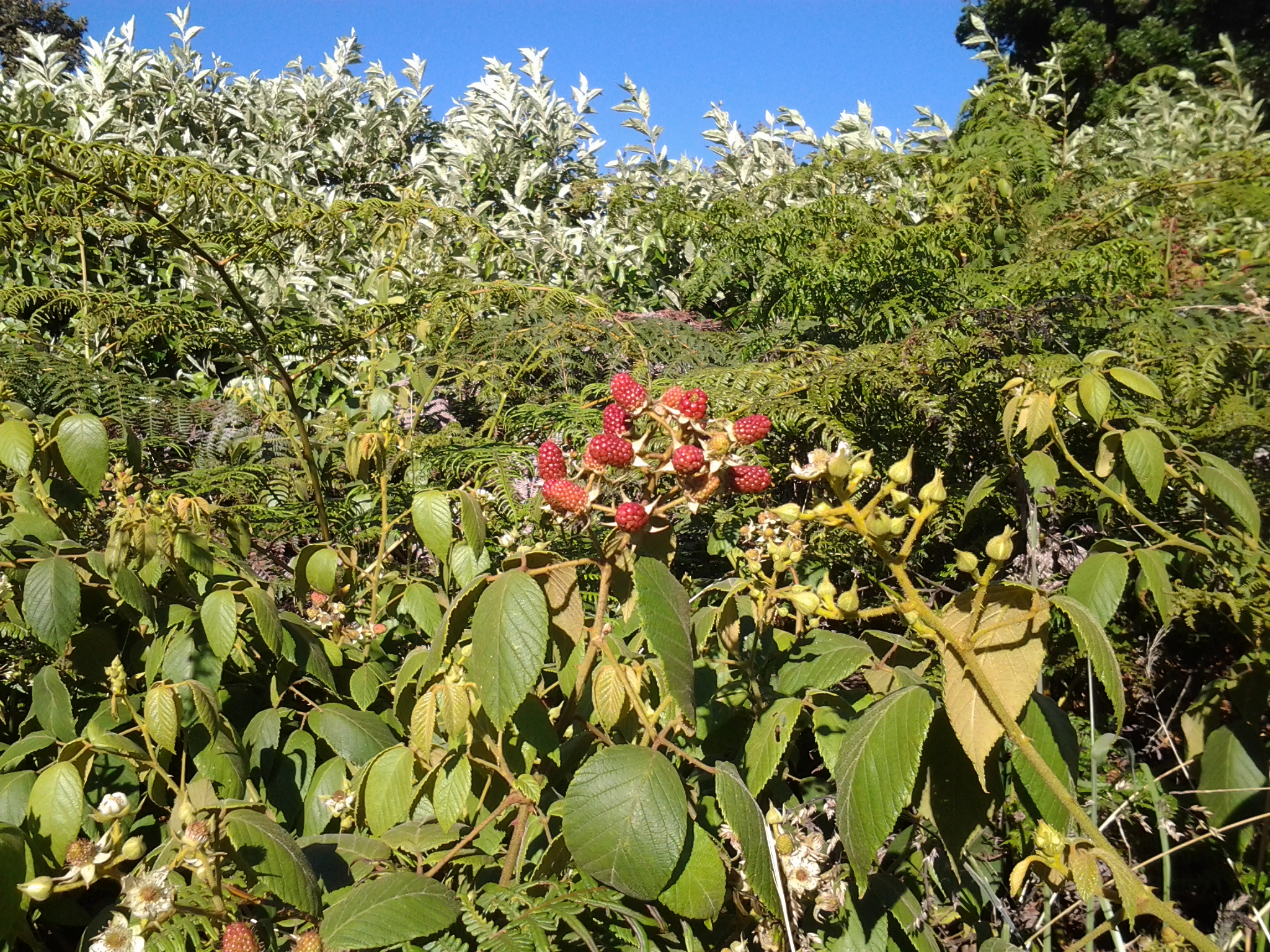
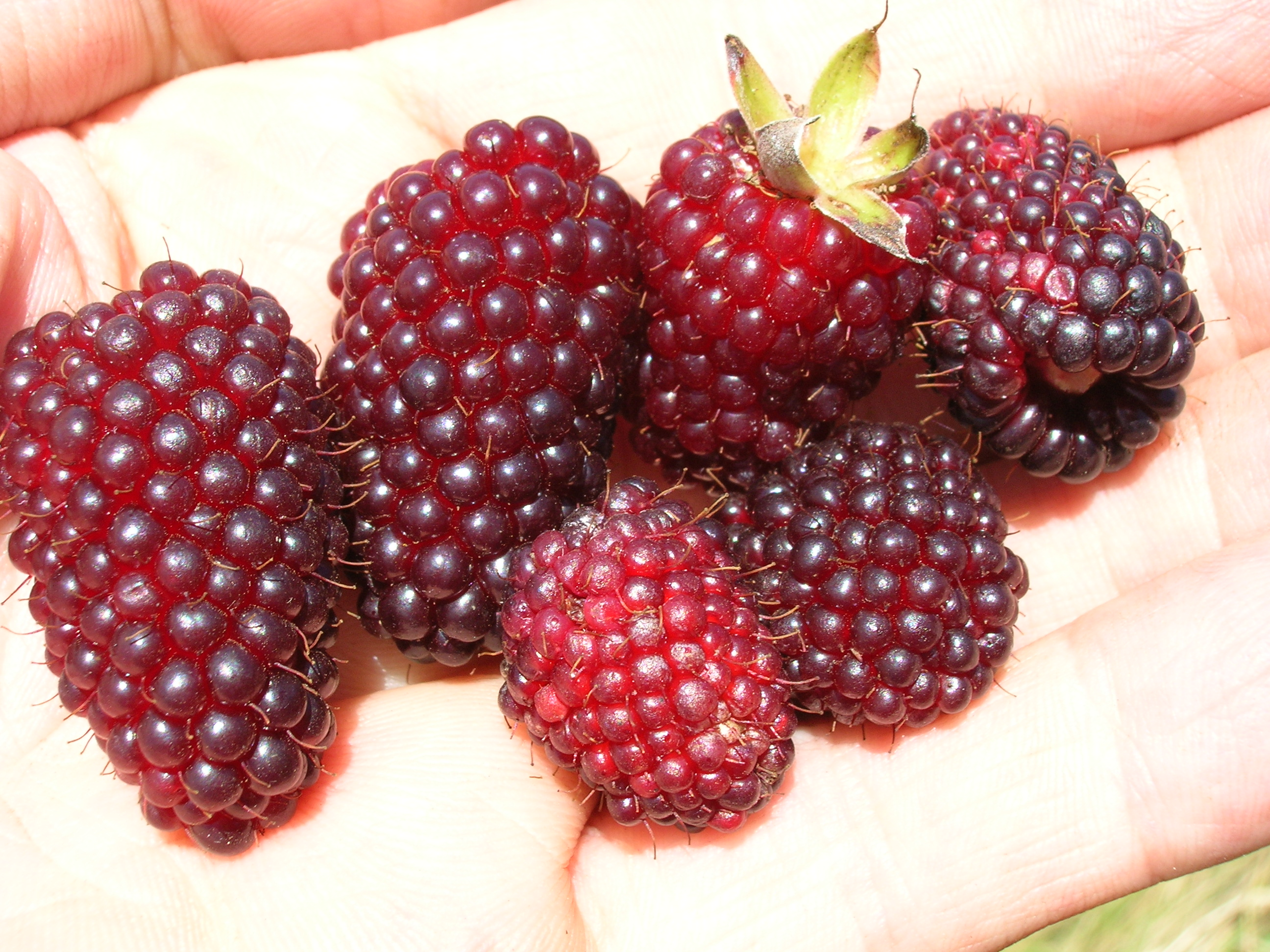

## Застосування
Харчова цінність мори (на 100 г): енергетична цінність — 34 ккал; білки — 1,5 г; жири — 0,5 г; вуглеводи — 5,9 г. У ягодах також багато органічних кислот, пектину.
Ягоди вживаються в їжу в свіжому вигляді, з них варять варення, компоти, роблять джеми, мармелад, конфітюр, начинку для пирогів, нектари, вичавлюють сік, ягоди додають в морозиво та кондитерські вироби. Ягоди дуже багаті на вітамін С, кальцій, фосфор.
Застосовують для профілактики і лікування багатьох хвороб. Найчастіше її використовують для підвищення артеріального тиску, лікування запальних захворювань дихальних шляхів (ангіни, ларингіту, бронхіту тощо). У ягодах міститься багато заліза, тому вони є відмінним загальнозміцнюючим засобом, застосовують їх при анемії, після тяжких хірургічних операцій, при рясному місячному в жінок. Додатковими показаннями до вживання цієї ягоди є цукровий діабет, атеросклероз, гарячка.
З ягід також добувають харчовий барвник фіолетового і синього кольору.
У ягоди майже немає протипоказань, але в обмежених кількостях її потрібно вживати людям, які мають підвищений артеріальний тиск.

## Вирощування
Легко переносить заморозки до -10 °C, прекрасно росте на висотах від 1500 до 3100 м над рівнем моря. Оптимальною температурою є діапазон від 12 до 19 °C, відносна вологість повітря 80—90 %, кількість опадів — від 800 до 2500 мм на рік.
Плодоносити кущі починають з першого року після проростання, активне плодоносіння триває до досягнення кущами 12—20-річного віку. При гарному догляді врожайність кущів може досягати 20 тонн з га.

## Розповсюдження
Батьківщиною мори є передгір'я Анд. У дикому вигляді рослина поширена від Мексики до Перу. У країнах Центральної і Південної Америки (особливо в Колумбії і Еквадорі) з XIII ст. широко культивується як плодова рослини. В останні роки виведено кілька гібридів мори з малиною і ожиною.